# Raapstelen
Raapstelen of bladmoes is een snel groeiende groente waarvan het jonge blad en de bladstelen in het voorjaar gegeten worden. Verschillende Brassica-soorten kunnen hiervoor gebruikt worden, zoals Brassica rapa (ras: Gewone groene), Brassica rapa subsp. campestris (synoniem: Brassica rapa subsp. silvestris, ras: Namenia) en Brassica sinensis (ras: Gele Malse).

## Teelt
Raapstelen worden hoofdzakelijk in de glastuinbouw gezaaid, vroeger ook onder platglas. Er kan vanaf eind oktober gezaaid worden en begin februari geoogst als het gewas 10 tot 25 cm lang is. Afhankelijk van het tijdstip van zaaien kan er tot in mei geoogst worden. Er kan ook in de volle grond gezaaid worden en geoogst tot september. Van de rassen Gewone groene en Gele Malse wordt 3 tot 4 g zaaizaad per m² gebruikt en van Namenia 1,5 tot 2 g. Namenia geeft grovere raapstelen dan beide andere rassen.

## Ziekten
Raapstelen zijn gevoelig voor smeul en rot, daarom mag er niet te veel water worden gegeven.
Ook aardvlooien (Phyllotreta-soorten) kunnen schade geven.

## Inhoudsstoffen
De voedingswaarde van 100 gram verse raapstelen is:
| Energetische waarde | 46 kJ    |
| Koolhydraten        | 0,5 gram |
| Eiwit               | 2 gram   |
| Vet                 | 0,1 gram |
| Vitamine C          | 35 mg    |
| Vitamine B1         | 0,05 mg  |
| Vitamine B2         | 0,15 mg  |
| Caroteen            | 2 mg     |
| Calcium             | 100 mg   |
| Coltan              | 0,01 mg  |
| IJzer               | 3 mg     |

## Namen in andere talen
- Duits: Rübstiel
- Engels: Turnip tops, Turnip greens
- Frans: Navette d'été, Quesse améliorée
- Portugees: Grelos
- Italiaans: Friarielli, Cime di rapa

... · 
B. campestris (Raapstelen) · 
B. carinata (Ethiopische mosterd, Abessijnse mosterd of Abessijnse kool) · 
B. juncea (Sareptamosterd) · 
B. napobrassica (Koolraap) · 

B. napus (Koolzaad) · 
B. napus subsp. napus (Duizendkoppige kool) · 

B. nigra (Zwarte mosterd) · 

B. oleracea (Kool) · 
B. oleracea var. acephala (Sierkool) · 
B. oleracea convar. acephala alef. var. gongylodes (Koolrabi) · 
B. oleracea convar. acephala var. laciniata (Boerenkool) · 
B. oleracea convar. acephala var. medullosa (Duizendkoppige kool) · 
B. oleracea var. alboglabra (Kailan of Chinese broccoli) · 
B. oleracea var. medullosa (Mergkool) · 
B. oleracea var. botrytis (Bloemkool) · 
B. oleracea convar. botrytis var. botrytis (Romanesco) · 
B. oleracea convar. botrytis var. cymosa (Broccoli) · 
B. oleracea var. capitata (Sluitkool) · 
B. oleracea convar. capitata var. alba (Wittekool) · 
B. oleracea convar. capitata var. rubra (Rodekool) · 
B. oleracea convar. capitata var. sabauda (Savooiekool) · 
B. oleracea var. costata (Tronchuda-kool) ·  
B. oleracea convar. oleracea var. gemmifera (Spruitkool) · 
B. oleracea var. oleracea (Wilde kool) · 
B. oleracea var. palmifolia (Palmkool) ·
B. oleracea var. viridis (Galicische kool) ·  

B. rapa (Raapzaad, Knolraap) · 
B. rapa var. chinensis (Paksoi) · 
B. rapa var. pekinensis (Chinese kool) · 
B. rapa var. rapa (Stoppelknol) · 
...